# Pīr Saqqā
Pīr Saqqā (persiska: پير سقّا) är en ort i Iran.   Den ligger i provinsen Östazarbaijan, i den nordvästra delen av landet, 400 km väster om huvudstaden Teheran. Pīr Saqqā ligger 2 200 meter över havet och antalet invånare är 171.
Terrängen runt Pīr Saqqā är kuperad.Runt Pīr Saqqā är det ganska glesbefolkat, med 22 invånare per kvadratkilometer. Närmaste större samhälle är Moḩammad ‘Alī Qeshlāqī, 13,7 km väster om Pīr Saqqā. Trakten runt Pīr Saqqā består i huvudsak av gräsmarker.